# سی رفیق
سی رفیق (برمه‌ای: ရဲဘော်သုံးကျိပ်) مرحله بدوی ارتش مدرن میانمار (برمه) به نام ارتش استقلال برمه (BIA) بود که برای مبارزه برای استقلال از بریتانیا تشکیل شد. این تشکیل درست قبل از بازگشت اکثریت سی رفیق با ارتش مهاجم ژاپنی از طریق جنوب برمه در دسامبر ۱۹۴۱ انجام شد.
در آوریل ۱۹۴۱، گروه‌های کوچکی از جوانان برمه را مخفیانه ترک کردند تا آموزش نظامی ببینند تا با مستعمره‌نشینان بریتانیایی در مبارزه برای استقلال بجنگند. رهبر آنها آنگ سان بود و آنها توسط (انجمن ما برمه‌ها) به قصد کمک گرفتن از گوانگژو فرستاده شدند. با این حال، بر حسب سرنوشت، آنها به جای آن در آموی با ژاپنی‌ها برخورد کردند و بعداً به ژاپن رسیدند تا به بخش‌های اشغالی سانیا منتقل شوند تا توسط ارتش ژاپن آموزش نظامی ببینند. آنها بعداً به دلایل امنیتی به فورموسا منتقل شدند و متعاقباً با ژاپنی‌ها از طریق ویتنام و تایلند به برمه بازگشتند. در ۲۶ دسامبر ۱۹۴۱ میانگین سنی آنها فقط ۲۴ سال بود. یک افسر ژاپنی به نام کیجی سوزوکی که در میان برمه‌ای‌ها با نامش بو موگیو (فرمانده صاعقه) شناخته می‌شود و رئیس یک واحد اطلاعاتی ویژه به نام می‌نامی کیکان (南機関) بود که به منظور حمایت از یک قیام ملی در برمه تشکیل شده بود. کیجی سوزوکی مربی اصلی سی رفیق بود. انگلیسی‌ها در طول جنگ جهانی دوم از برمه به هند رانده شدند.